# جون هولاند
جون فيليب هولاند (بالإنجليزية: John Philip Holland) (1840 - 1914).مهندس إيرلندي طور أول غواصة بحرية وقدمها للبحرية الأمريكية للنظر فيها، كما طور أول غواصة بحرية ملكية هولاند 1 .

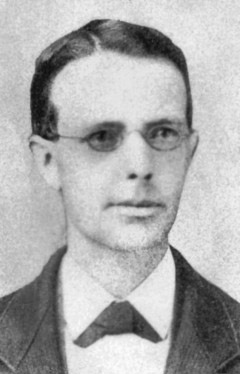
جون هولاند

## حياته المهنية
هاجر هولاند إلى الولايات المتحدة سنة 1873 . في البداية اشتغل في شركة هندسية، ثم عاد للتدريس لست سنوات في مدرسة القديس يوحنا الكاثوليكية في باترسون ، نيو جيرسي .

## تطوير تصاميم الغواصة
سنة 1875 ، قدم تصميمه لأول غواصة إلى البحرية الأمريكية، ولكنه رفض بحجة أنه غير قابل للتنفيذ .
واصل هولاند سعيه لتحسين تصميمه وعمل على عدة قوارب تجريبية، حتى كلل جهوده بنجاح عندما أطلق أول غواصة في 17 مايو 1897 . و كانت غواصته أول غواصة تعمل بالطاقة الكهربائية تحت أي عمق، وكان أول من جمع بين استخدام المحركات الكهربائية تحت الماء ومحركات البنزين على السطح . و اشترتها البحرية الأمريكية في 11 أبريل سنة 1900 بعد عدة اختبارات دقيقة .

## وفاته
بعد أن قضى 57 عاماً في العمل في الغواصات، توفى جون فيليب هولاند في 12 أغسطس سنة 1914 في نيو جيرسي ، و دفن في القبر المقدس في مقبرة توتاوا ، نيو جيرسي .

## روابط خارجية
- جون هولاند على موقع الموسوعة البريطانية (الإنجليزية)